# 210-й партизанский отряд имени И. В. Сталина
210-й партизанский отряд имени И. В. Сталина (бел. 210-ы партызанскі атрад імя І. В. Сталіна) ― партизанский отряд, действовавший в годы Великой Отечественной войны на оккупированной территории Осиповичского района.

## История создания
Создан в марте 1942 года (48 человек), с июля 1942 в составе Кличевского оперативного центра (176 человек). С января 1943 являлся головным отрядом 1-й партизанской Осиповичской бригады. С июля 1943 действовал как отдельный отряд.
Командиры: Н. Ф. Королёв, С. С. Сумченко, В. В. Глотов, Д. Б. Шрейн, комиссары: А. В. Шиенок, Глотов, Р. Х. Голант.

## Военные действия отряда

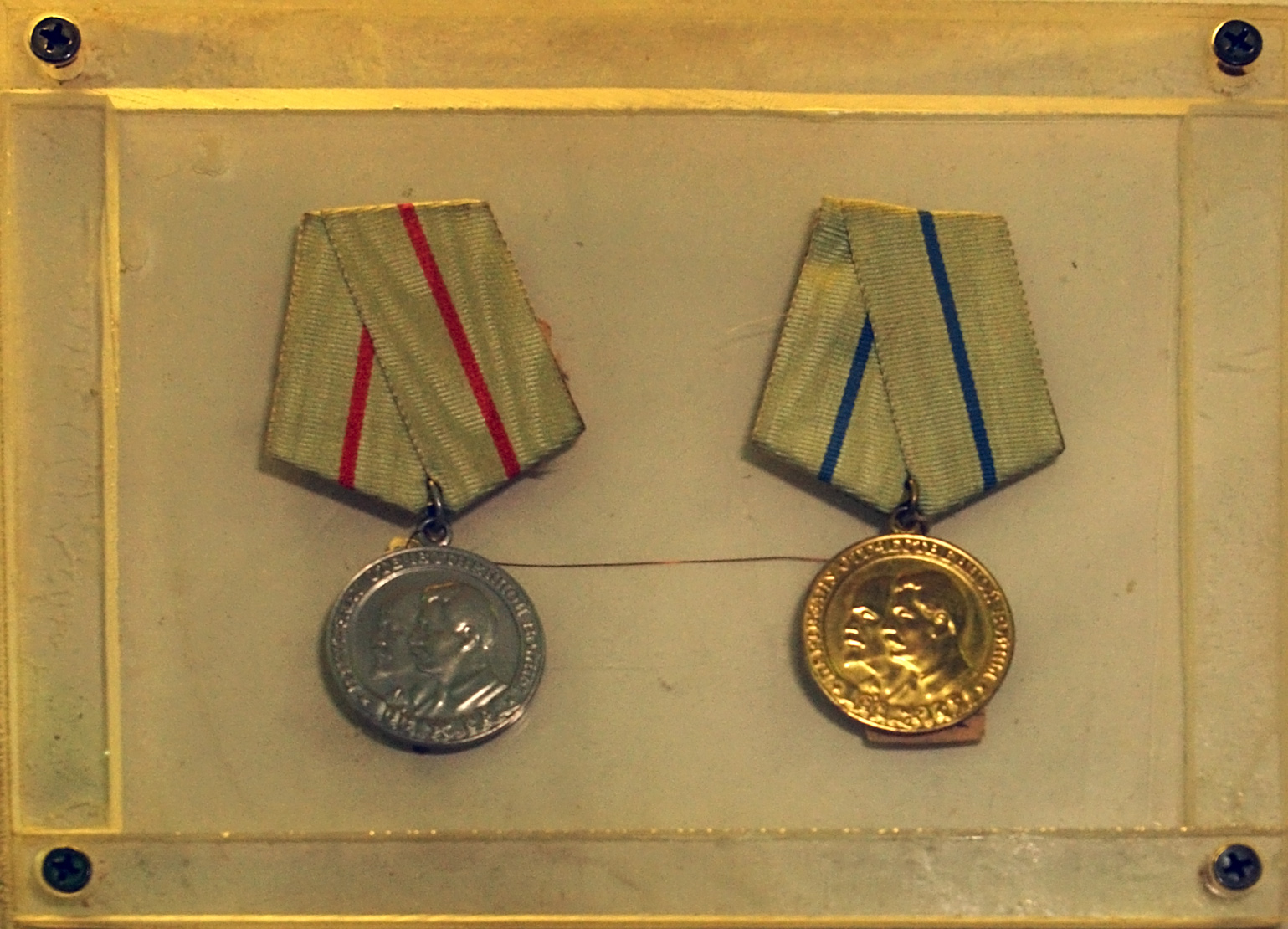
Партизанские медали

Партизаны основные удары наносили по коммуникациям врага. В октябре 1943 года подорвали 8 эшелонов, 8 мостов, 7 автомашин. Самостоятельно и с другими отрядами вели бои по очищению района от оккупантов, разгромили 7 опорных пунктов врага, защищали партизанскую зону.
Во время карательных экспедиций (июль-август 1942, январь 1943, май 1944) проводили операции по выходу из окружения.
В отряде выходила газета «За советскую Родину».
2 июля 1944 отряд (588 партизан) влился в Красную армию, участвовал в ликвидации вражеских групп.

## Награды
Командиру отряда Н. Ф. Королёву ― одному из десяти командиров партизанских формирований ― присвоено звание Героя Советского Союза.

## Память, отражение в литературе и искусстве
Именами Н. Королёва и С. Сумченко названы улицы в Осиповичах.